# Данич, Юрий
Юрий Данич (род. 1949, Ленинград) — русско-американский художник.

## Биография
Родился в Ленинграде в 1949 году. Окончил Ленинградское высшее художественно-промышленное училище им. В. И. Мухиной (ЛВХПУ).
До 1992 г. занимался древнерусской живописью. Работал над росписями Федоровского городка в г. Пушкин.
В 1992 переехал в Нью-Йорк, стал членом профсоюза театральных художников. Принимал участие во многих телевизионных и театральных проектах.
Около 200 работ художника хранятся в частных коллекциях Швеции, США и России.
16 мая 2014 года в выставочном зале московского дизайн-завода «Флакон» открылась выставка работ Possessed («Одержимые» или «Бесы»). Центральным элементом стала одноименная картина-инсталляция длиной около 20 м, представлявшая собой сатиру на лидеров протестных акций, которые были представлены обнажёнными. По словам художника, куратором выступил экс-лидер "Молодой Гвардии «Единой России» и замруководителя управления по внутренней политике АП Тимур Прокопенко, а в её организации также помогали и Сергей Бугаев-Африка (бывший доверенным лицом президента Владимира Путина на президентских выборах 2012 года) и член «Молодой гвардии Единой России» Андрей Татаринов (финансировавший выставку).
Репродукции картины «Possessed» появились на Кутузовском и Ленинградском проспектах и Рублёвском шоссе в виде огромных рекламных щитов, что стало причиной подачи художником судебного иска спустя два года